# むらさめ型護衛艦
むらさめ型護衛艦（むらさめがたごえいかん、英: Murasame-class destroyer）は、海上自衛隊の護衛艦の艦級。汎用護衛艦（DD）の第2世代として、中期防衛力整備計画（03中期防及び08中期防）に基づき、平成3年度から平成9年度にかけて9隻が建造された。ネームシップの建造単価は609億円であった。
発展型のたかなみ型（10〜13DD）、あきづき型（19〜21DD）および、あさひ型（25、26DD）とともに、護衛隊群の基準構成艦となっている。

## 来歴
海上自衛隊では、第1世代の汎用護衛艦（DD）として昭和52年度計画より2,900トン型（はつゆき型; 52DD）を、また昭和58年度計画からは改良型の3,500トン型（あさぎり型; 58DD）を建造し、昭和61年度計画までに、両型あわせて20隻が整備された。これにより、8艦8機体制の4個護衛隊群の所要は充足され、護衛艦隊のワークホース（基準構成艦）の近代化は一段落したと判断されたことから、護衛艦の整備は地方隊向けに移行して、同年度より2,000トン型（あぶくま型; 61DE）の建造が開始されていた。
しかしDEの整備を継続した場合はその間はDDが建造されず、かつDDを艦齢いっぱい使用する場合は、52DDの代艦建造は25年後の2002年となる。周辺諸国海軍の近代化を考慮すると、これでは護衛隊群の任務遂行能力が相対的に大きく低下する懸念があった。このことから海上幕僚監部では、平成元年度でDEの建造を打ち切るかわりに、新世代のDDの建造を再開し、これによって護衛隊群から押し出されるはつゆき型（52DD）を地方隊に配備することで、旧型DEの更新に充当する方針とした。これは、護衛隊群は新鋭DD、地方隊はDEと旧型DDという構図を崩すことになることから、内局や政府部内からの反発も強かった。しかし護衛隊群の護衛艦の更新を継続し、質的な水準の確保をはかるためには必要な施策であることから、最終的には承認された。そして、この方針に基いて、第2世代のDDとして開発されたのが本級である。
検討を開始した時点では4,900トン型、その後検討を重ねて排水量を削減し、概算要目作成時には4,700トン型とされた。この時点では、従来のあさぎり型（58DD）をベースとして、航空艤装を全通甲板の1層上の01甲板に設けた案と、はるな型（43/45DDH）をベースとして、航空艤装を全通甲板上に配置した案の2案が俎上に載せられていた。その後、03中防計画にあたり、「汎用護衛艦でありながらミサイル護衛艦並みの排水量を有することは認められない」との理由から、4,400トン型に削減された。
この削減は、主要装備はそのままに、保養室・自習室等の専用区画の廃止や事務区画のスペース削減、船体傾斜の緩和等を行うもので、スペースデザイン上かなりの困難が予想されたことから、重量面で不利なはるな型ベースの案は一旦棚上げされて、あさぎり型ベースの案が検討された。しかしRCSの低減、乗員の動線の確保、居住性の向上等について、従来以上の性能の向上を図ることは困難であることが判明し、再びはるな型ベースの案が検討されることになった。この結果、艦内区画配置の自由度や抗堪性、航洋性・耐航性の面で多くの恩恵があることが確認されたことから、重量管理を厳格化することを条件に、はるな型ベースの案が採用されることになった。

## 設計
計画番号はF120。

### 船体
本型では、技術の急激な進歩及び艦艇要員という人的資源の減少を背景として、パッシブ対潜戦に対応して水中放射雑音の一層の低減を求められたほか、航空運用能力の強化や居住性の改善を図った結果として、船体は汎用護衛艦としてはかなり大きくなった。上記のように変遷したものの、最終的に、58DDと比べると、全長で14メートル、幅で2.8メートルの大型化となった。
航走雑音の低減を考慮して、船型は細長くなっており、これまでで最もやせた形状とされ、船首水線部の入射角も、実績で最小に近い角度とされた。これにより、凌波性・砕波性は優れたものとなっている。またレーダー反射断面積（RCS）低減のため、船体・上部構造物ともに傾斜が付されており、船体舷側は外側に、上部構造物や煙突壁面は内側にそれぞれ7度傾けられているほか、壁面の合わせ目は鋭いエッジとしている。また大型のラティスマストにも電波吸収体が貼り付けられている。マストのモノポール化も検討されたものの、重心の上昇、重量の増加等の理由から見送られた。

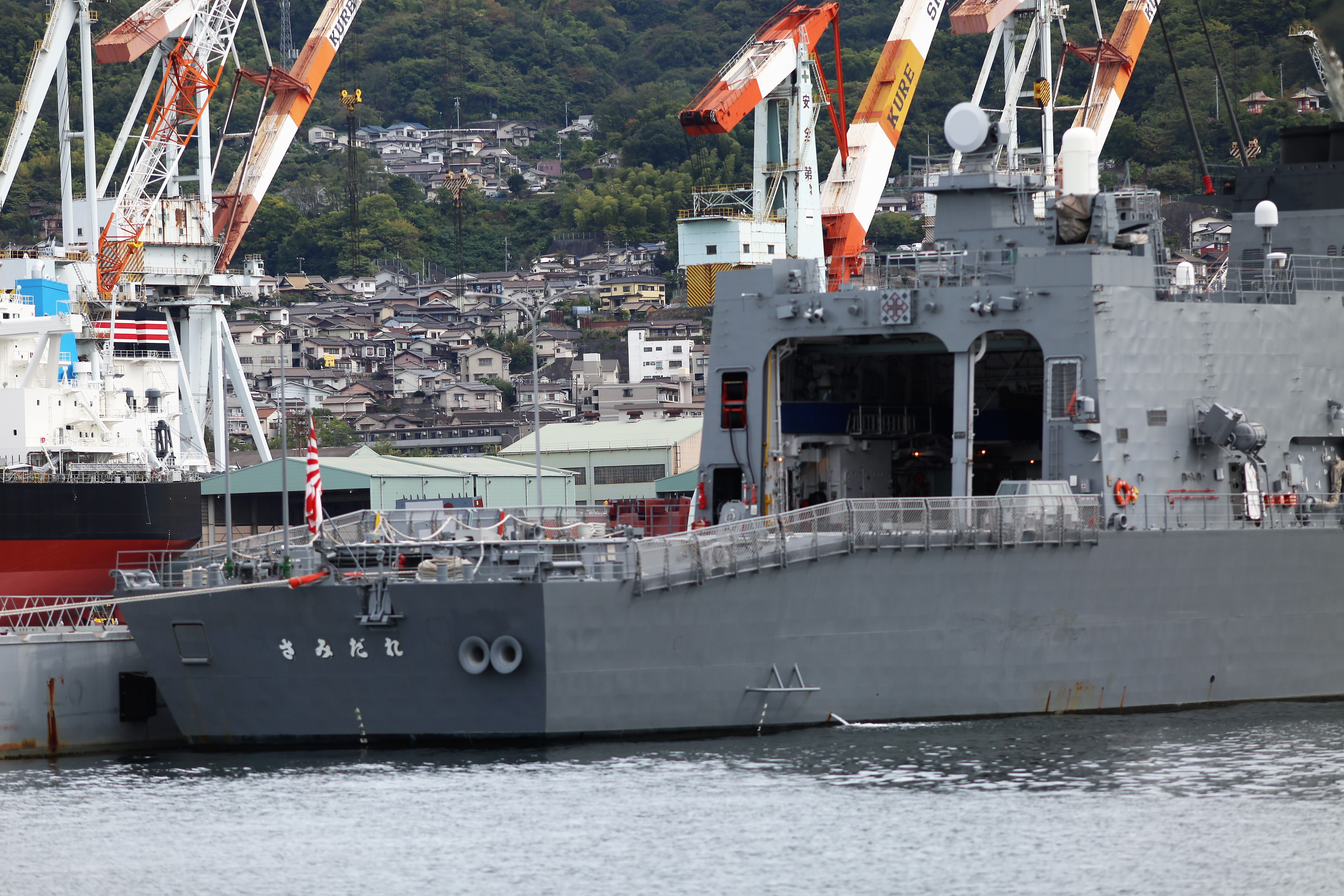
後部甲板はなだらかに傾斜し「ミニ・オランダ坂」と呼ばれた。右舷艦尾にはデコイ繰出口が見える。

第1世代DDでは飛行甲板は艦中央の01甲板レベルに配置されていたが、本型では幅が増加した分だけ発着艦が容易となったことから、わざわざ1甲板分高める必要がなくなり、上記の経緯もあって、上甲板レベルとされた。しかしこれにより、今度は係留装置などとの干渉をさける必要が生じたことから、こんごう型（63DDG）と同様に、艦尾甲板の舷側部はなだらかに傾斜している。これを初代むらさめ型（31/32DDA）を始めとする初期の海上自衛隊護衛艦の設計上の特徴であったオランダ坂に喩えて、ミニ・オランダ坂とも称する。
居住性向上策として、61DEと同様に2段ベッド化が図られている（従来艦は3段ベッド）が、これは大幅な省人化によって達成されたものであった。ただし有事等には3段化することで、乗員数を60人程度増加することもできる。本型では、更に科員居住区の小部屋化（12名程度）も図られた。また乗員の平均身長の増加に対応して、艦内の応急甲板は甲板間高さを増している。このほか、節労に寄与する各種機器を導入するととも
に、動線上でも配慮することで、省力化が図られている。
海上自衛隊艦艇共通設計として、士官室天井には手術灯が設置されており、非常時には救護室として使用できるようになっている。

### 機関
主機方式は、58DDと同様のCOGAG方式が踏襲された。58DDでは同機種4基であったのに対し、本型では2機種2基ずつとなっているという点でははたかぜ型（56DDG）に近いが、本型では更に巡航機と高速機のメーカーも異なっており、このようにメーカーの異なるガスタービンエンジンを採用することは世界的にも珍しい。巡航機はロールス・ロイス社製のスペイSM1C（1基あたり13,500馬力）、高速機はゼネラル・エレクトリック社製のLM2500（1基あたり16,500馬力）である。また航走雑音の低減を図るため、大直径・低回転のプロペラを採用し、舵面積は極力大きくとり、縦長・垂直装備としてプロペラ後流の最大活用を図った。
機関配置は、あさぎり型で採用されたシフト配置を踏襲しており、前後に2つの機械室が設けられている。前方の第1機械室には1号ガスタービン（LM2500）と2号ガスタービン（SM1C）が設置されており、減速機を介して左推進軸を駆動する。同様に、後方の第2機械室には3号ガスタービン（SM1C）と4号ガスタービン（LM2500）が設置されて、右推進軸を駆動する。主機配置の関係から、前部煙突は左寄りに、後部煙突は右寄りに配置されている。なお省力化のため、機械室の無人化（Mゼロ化）が行なわれている。
また主発電機としては、川崎重工業M1A-25ガスタービンエンジン（出力1,500 kW）を原動機とした発電機3セットが搭載された。これは第1世代DDで採用されたM1Aシリーズの発展型であった。なお、主発電機をガスタービン駆動発電機3基で構成する方式は、こんごう型（63DDG）より採用されたものであったが、本型を含む第2世代DDではいずれも踏襲されている。

## 装備

### C4I
艦の指揮中枢となる戦闘指揮所（CIC）は船体内の第2甲板に設置されており、戦闘システムの中核となる戦術情報処理装置は新世代のOYQ-9である。電子計算機としては新世代のAN/UYK-43とAN/UYK-44を1基ずつ使用し、コンソールもAN/UYQ-21に更新しているほか、CICにはイージス・ディスプレイ・システム（ADS Mk.2）に類似した大画面液晶ディスプレイ（LCD）2面構成の情報表示プロジェクタが設置され、戦術情報の表示を効率化している。しかし2020年代に入るとUYK-43/44の性能陳腐化が指摘され、護衛艦隊としての形態管理の面からも、国産の情報処理サブシステムOYX-1による分散システムへの移行が計画されている。
また本型では、OYQ-9とのインターフェースを取って、OYQ-103 対潜情報処理装置（ASWCS）が搭載されており、これによって全武器システムとのデジタル連接が実現された。データリンクとしてはリンク 11およびリンク 14、また、哨戒ヘリコプターのヘリコプター戦術情報処理装置（HCDS）との連接用にORQ-1 TACLINKを装備している。また後にデジタル化したORQ-1Bが開発され、「はるさめ」などに試験搭載された。

### 対空戦

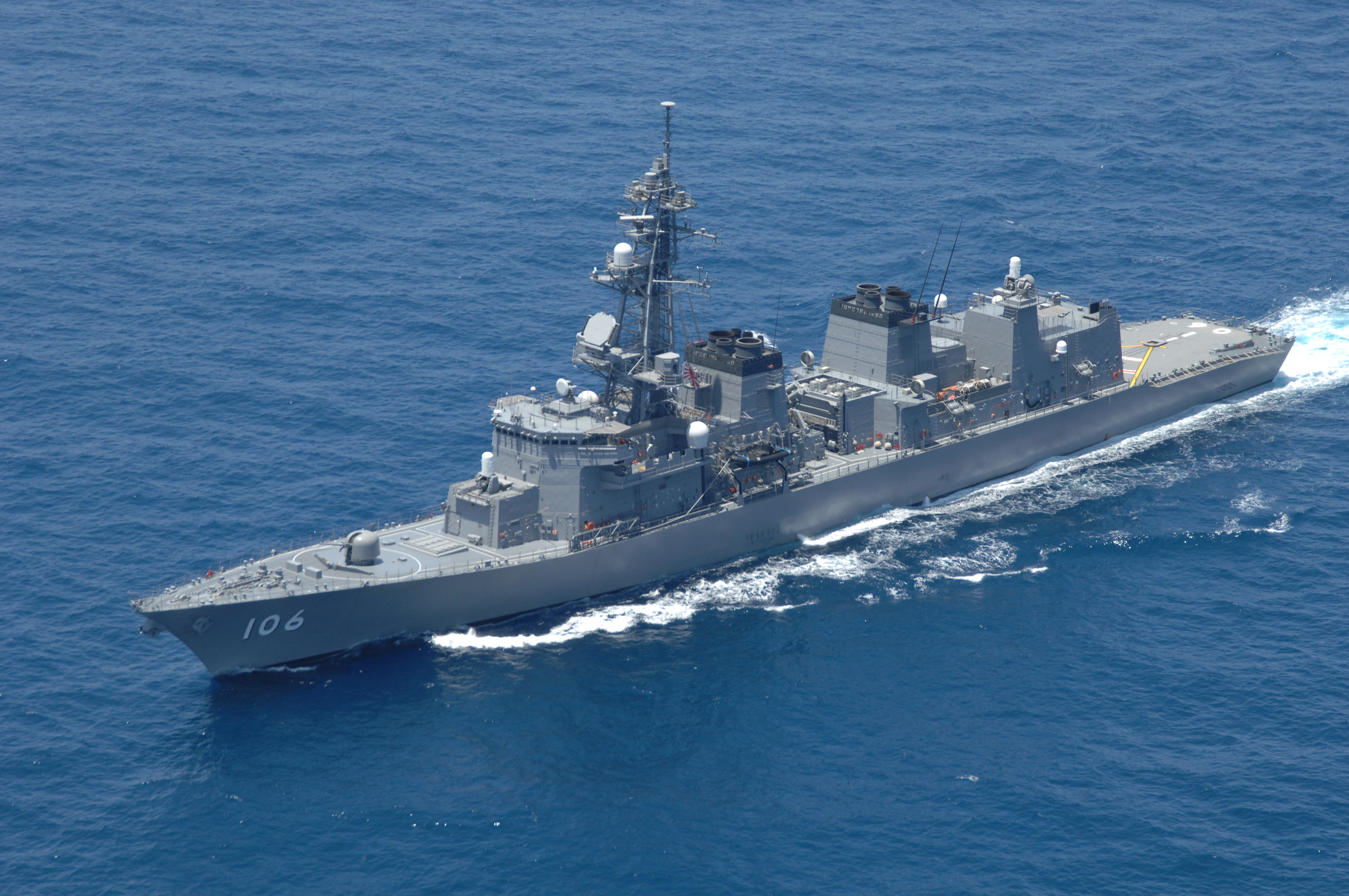
武装は、前方から76ミリ速射砲、Mk.41 VLS、高性能20mm機関砲、煙突間にSSM発射筒、Mk.48 VLSが配置され、格納庫天蓋に高性能20mm機関砲という形態である。

対空兵器システムは、基本的には58DDと同じ能力であるが、レーダー射撃指揮装置を同機種2基とすることで同時2目標対処を可能とするとともに、ミサイルを垂直発射化したものとなっている。
個艦防空ミサイル（短SAM）の垂直発射機（VLS）としては、16セルのMk.48が艦の中央部の煙突間に配置されている。搭載するミサイル数は第1世代DDと同数であるが、従来は8発撃つとミサイルをランチャーに装填する必要があったのに対して、VLSではその必要がなくなり、即応弾数は倍になった。ミサイルとしては、当初は従来型シースパローをもとにVLSに対応させたRIM-7M(PIP)が搭載されていたが、平成16年度から24年度にかけて発展型シースパロー（ESSM）の運用能力が付与された。これは「むらさめ型等の短SAMシステム換装」と称されており、VLSをMk.48 mod.4 VLSに換装した。Mk.48 mod.4 VLSに装填されるキャニスタはMk.20 キャニスタであり、ESSM搭載数は1セルあたり1発のままである。
砲熕兵器も第1世代DDのものが基本的に踏襲されており、主砲としては76ミリ単装速射砲（コンパット砲）を艦首甲板に1基装備した。また近接防空用については、高性能20mm機関砲（CIWS Mk.15 mod.12; ファランクス ブロック1）2基を搭載している点では第1世代DDと同様であるが、設置位置は、艦橋前部とハンガー上に変更されている。CIWSを艦首尾線上に配置することで、襲来する対艦ミサイルへの火力集中と、艦の暴露面積の縮小を図ったものである。なお、平成28年（2016年）度からはCIWSのブロック1Bベースライン2への改修が進められ、対水上射撃能力が付与されている。

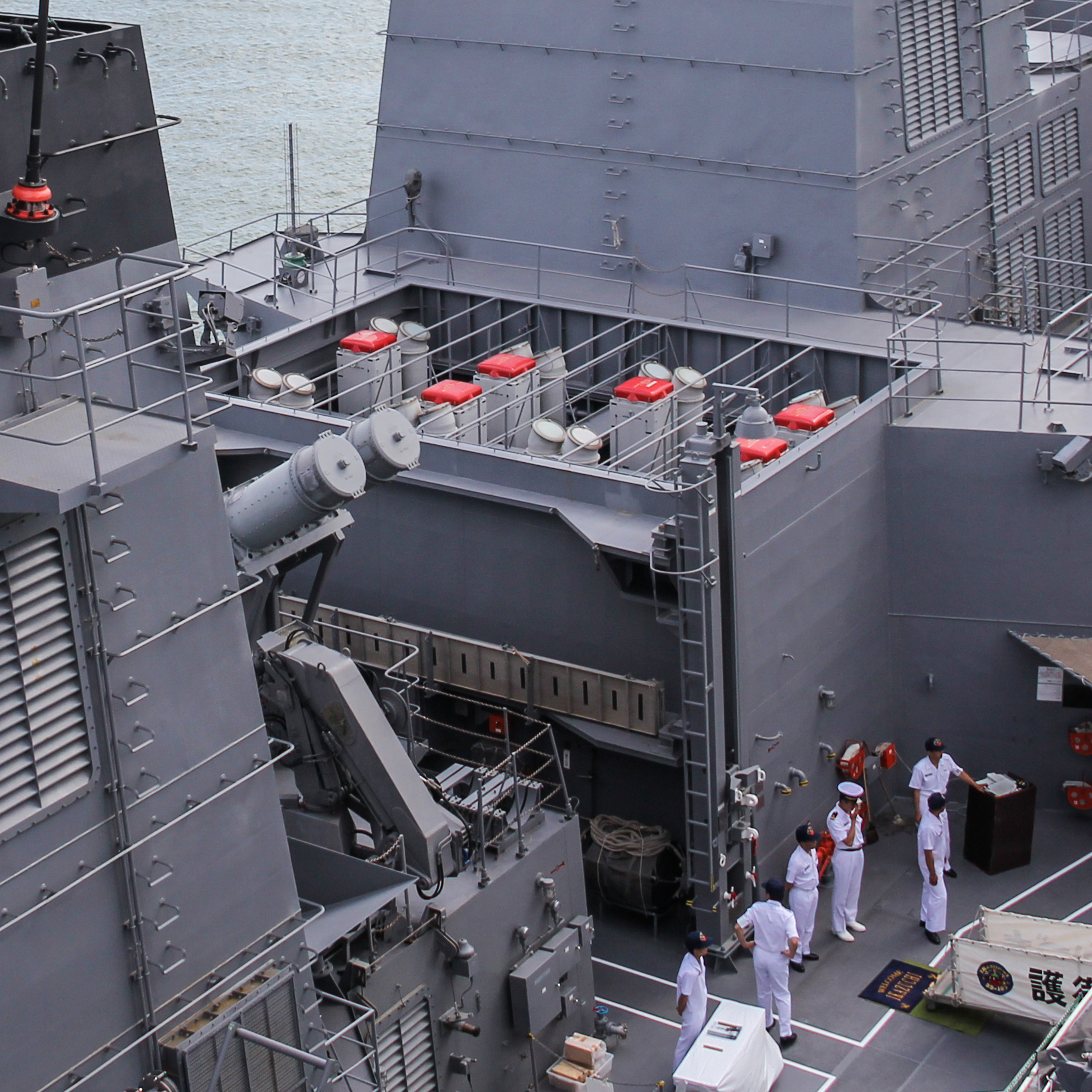
Mk.48 VLS
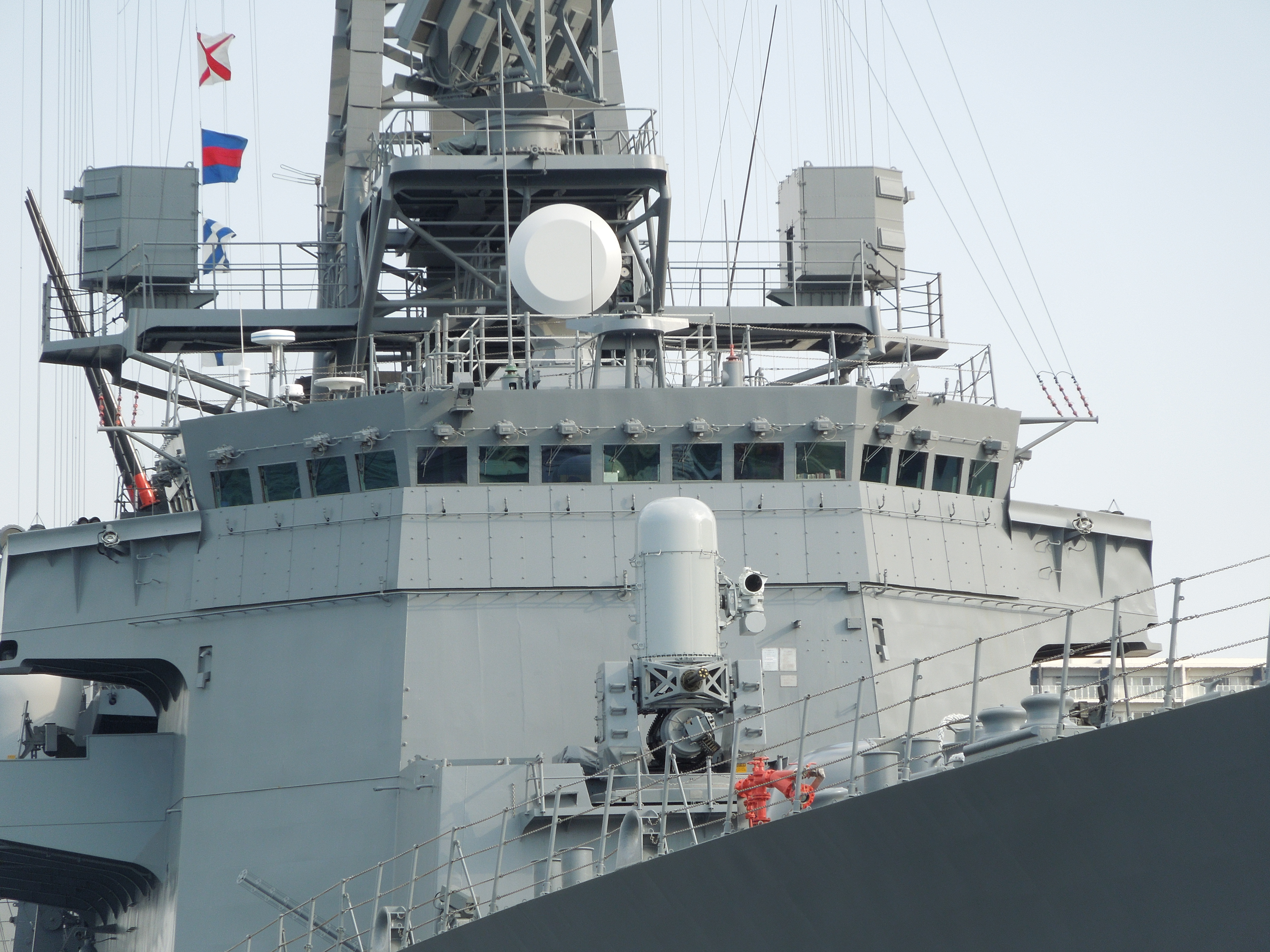
「むらさめ」のCIWS、ブロック1Bベースライン2に換装されている

射撃指揮装置（FCS）としては、第1世代DDでは、主砲用（GFCS）としてはFCS-2-2xシリーズを、短SAM用（MFCS）としてはFCS-2-12を搭載していたため、特に短SAMによる目標の同時処理能力は1個に制約されていた。本型では、当初は同時多目標対処可能な完全新型機であるFCS-3の搭載が検討されていたものの、開発スケジュールの遅延と重量容積の増加のために、これは実現しなかった。しかし砲・短SAMの双方を管制できる改良型であるFCS-2-31を2基搭載することで、同時2目標対処は可能となった。

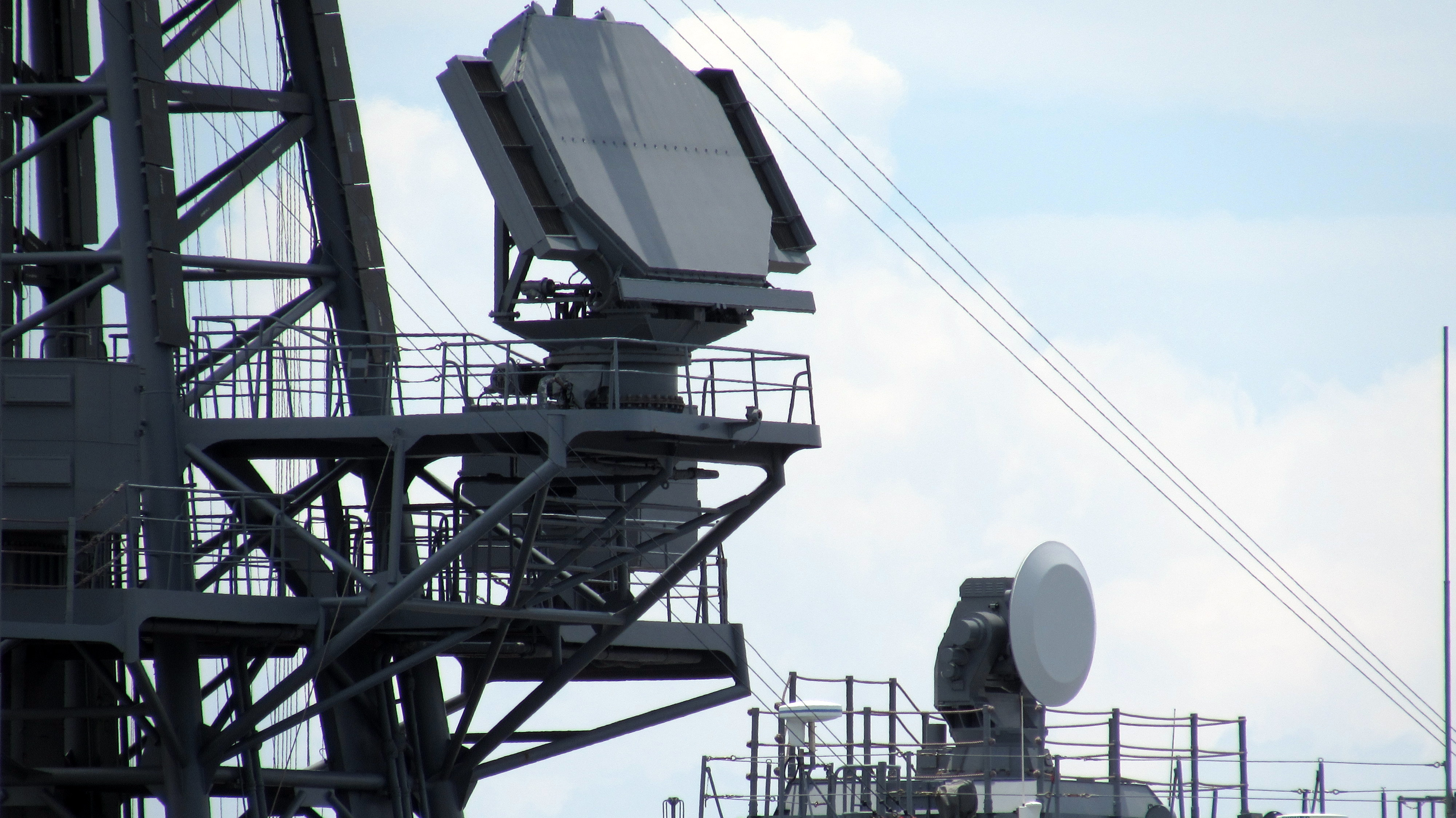
OPS-24B（左）とFCS-2-31（右）

なお、対空捜索用のレーダーとしては、アクティブ・フェーズドアレイ（AESA）アンテナを用いた3次元レーダーであるOPS-24Bを搭載した。原型機であるOPS-24は、あさぎり型の後期建造艦（60・61DD）で装備化されたものの、航空自衛隊のレーダーサイトで用いられていたJ/FPS-3をもとに最小限の改正で艦載化したこともあって搭載後より問題が多発し、用兵者からの評価は惨憺たるものとなっていた。このことから、本型搭載のOPS-24Bでは、ほぼ新造に近いレベルの抜本的な改良が施されている。その後、2020年代には、ESSMのなかでも長射程のブロックIIの導入を視野に、OPY-1/2多機能レーダーの搭載が検討されている。

### 対水上戦

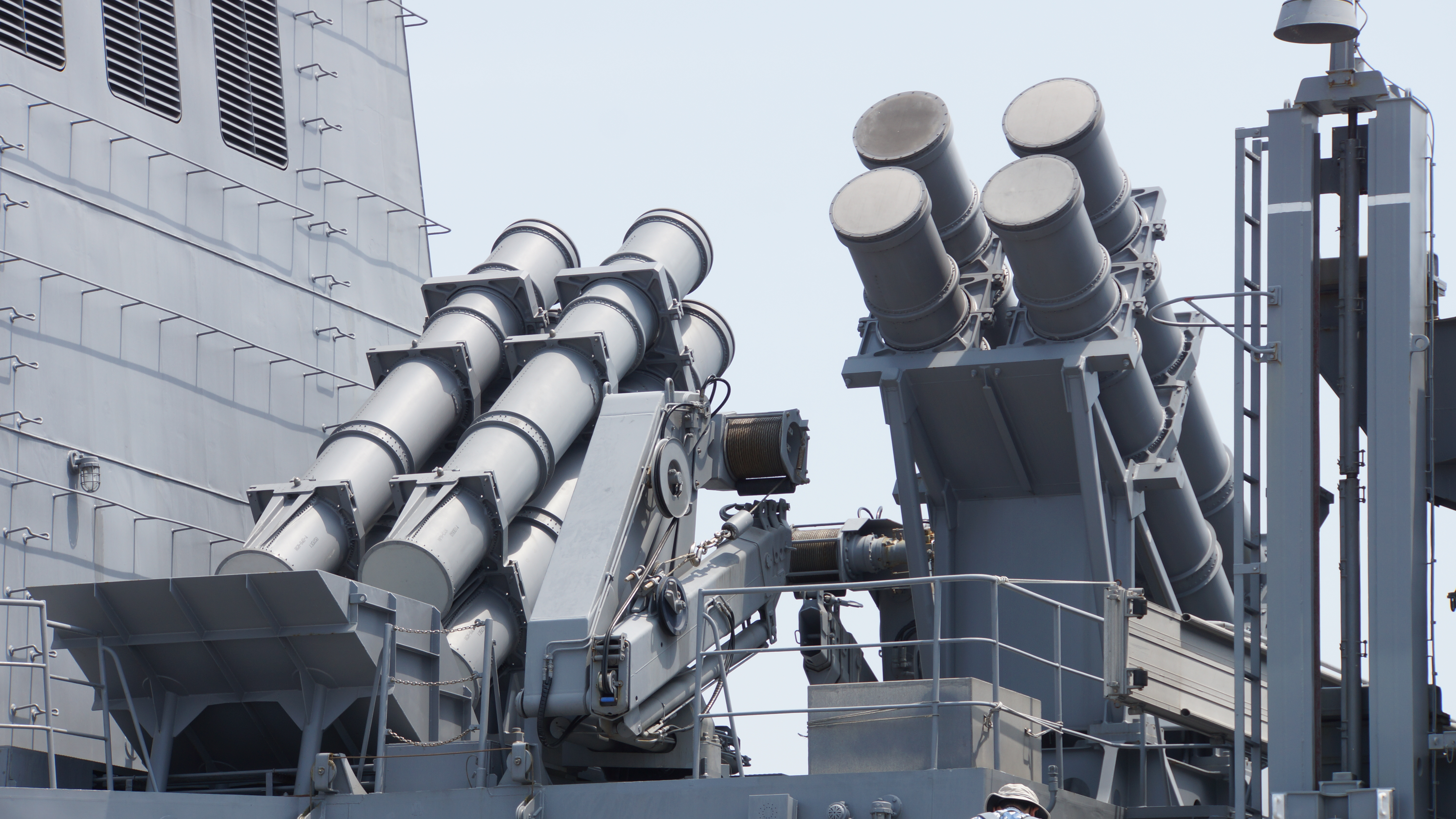
艦対艦ミサイル4連装発射筒（画像はハープーンの発射筒）

本型は、90式艦対艦誘導弾（SSM-1B）による長距離対水上打撃力を備えている。SSM-1Bは1号型ミサイル艇で装備化された国産の艦対艦ミサイルで、従来使用されてきたハープーンブロック1C（RGM-84D）よりも優れた精度と対妨害性を備えている。発射機はハープーンと同様の4連装発射筒で、2基の発射筒は、艦中央部、第1煙突後方に搭載されている。なお攻撃指揮装置としては対艦ミサイル艦上装置2形を備えており、SSM-1Bとハープーンの双方の発射管制機能を有している。このため、実運用上はハープーンを搭載している例も多く見られる。
対水上捜索用のレーダーとしては、58DDと同じくOPS-28が搭載されている。これはCバンドで動作し、遠距離での精密捜索能力に優れており、水上の目標のみならず、低空を飛行する巡航ミサイル（シースキマー）などの探知にも使用される。
また、ソマリア沖海賊の対策部隊派遣などで近距離の小型水上目標に対応することを想定して、艦橋側面のチャフ甲板および格納庫上の両舷に12.7mm重機関銃M2の銃座を設置しているほか、艦橋前面には防弾板が装着されている。

### 対潜戦

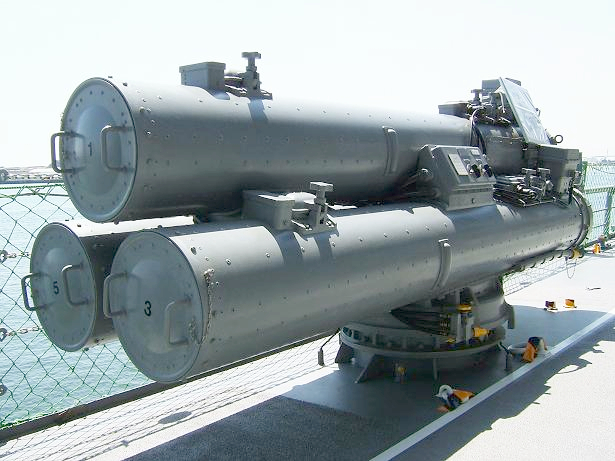
水上発射管HOS-302

海上自衛隊の第1世代DD（52・58DD）は、対潜戦能力という面では、元々は狭域陣形でのアクティブ戦を中心としており、途中から戦術曳航ソナーやソノブイによるパッシブ戦能力を付与したものであった。しかし当時の趨勢としては、潜水艦へのステルス艦型導入や水中吸音材の使用によって、従来のアクティブ・ソナーによる探知が困難となり、より本格的なパッシブ戦能力の導入が求められていた。これに応えて、本型では当初よりアクティブ・パッシブの両機能が具備され、SH-60Jと連携した広域陣形での対潜戦が主体となった。
最大の変更点は、OYQ-103 対潜情報処理装置（ASW Control System: ASWCS）によるシステム化の導入である。汎用護衛艦（DD）においては、あさぎり型の最終艦（61DD）よりOYQ-101 ASWDSが導入されていたが、これはあくまでセンサーからの入力を統合するためのものであった。その後、こんごう型護衛艦（63DDG）において、米国のAN/SQQ-89に範を取り、システム統合をより進展させたOYQ-102 ASWCSが装備された。本型のOYQ-103は、このOYQ-102の経験を生かして開発されたものであり、OYQ-9と連接されるとともに、水測予察器やソナー、曳航ソナー（TASS）、ソノブイ信号処理装置（SDPS）などのセンサー、VLSや魚雷発射管などの対潜兵器、更にはヘリコプター・データリンク（TACLINK）を介して哨戒ヘリコプターのヘリコプター戦術情報処理装置（HCDS）とも連接されている。また「きりさめ」（06DD）からは曳航具4形の管制機能が追加されてOYQ-103B、そして「いかづち」（08DD）からはSDPSの2コンソール化やセンサ待受け周波数指示機能の追加および位置極限機能の改善が加えられてOYQ-103Cとなった。
船体装備ソナーとしては、新開発のOQS-5を搭載した。これは、昭和59年度から平成元年度にかけて開発されていたOQS-Xの成果を踏まえて開発されたものであり、ラバーウィンドーを採用した点では58DDのOQS-4A(II)と同様であるが、装備位置は4次防以前の艦と同様の船首装備式（バウドーム）に戻された。なお第1世代DDでは、中周波式のOQS-4シリーズをいずれも船底装備式（ハルドーム）としていたが、特に52DDにおいては、機関室の騒音からの隔離不十分や艦首波の影響などのために、ソナー性能の深刻な低下を招いていた。
曳航ソナー（TASS）も、新型のOQR-2が搭載された。これは、第1世代DDに後日装備された86式えい航式パッシブソーナーOQR-1と比してアレイの径が細く、その分長さを伸ばして方位精度を増したものとされている。また第1世代DDでは後甲板におけるTASSの投入・揚収作業は危険を伴い、特に夜間・荒天時の作業は安全確保上特別の配慮が必要であったのに対し、本型では艦尾はエンクローズされて曳航ソナーの装備区画が艦内に取り込まれ、艦尾には油圧駆動による水密扉が設けられている。
対潜兵器は基本的に第1世代DDと同構成だが、アスロックの発射機として、従来用いられてきた8連装発射機（Mk.16 GMLSあるいは74式アスロックランチャー）にかえて、垂直発射式のMk.41 mod.9 VLS（16セル）が搭載された。搭載位置は艦橋構造物前方で、甲板内に収容されている。Mk.48を含め、これらの垂直発射装置は、汎用護衛艦としては初めての搭載例である。魚雷発射管としては、324mm3連装短魚雷発射管（水上発射管HOS-302）を艦中部両舷に装備している。
なお魚雷対策用の曳航式デコイについても、58DDと同じく、アメリカ製のAN/SLQ-25ニクシーが装備された。
2023年からの防衛力整備計画初年度の令和5年度政府予算案では、本型とたかなみ型護衛艦の計14隻の対潜能力をあさひ型護衛艦と同等に近代化改修する予算が計上された。

### 電子戦

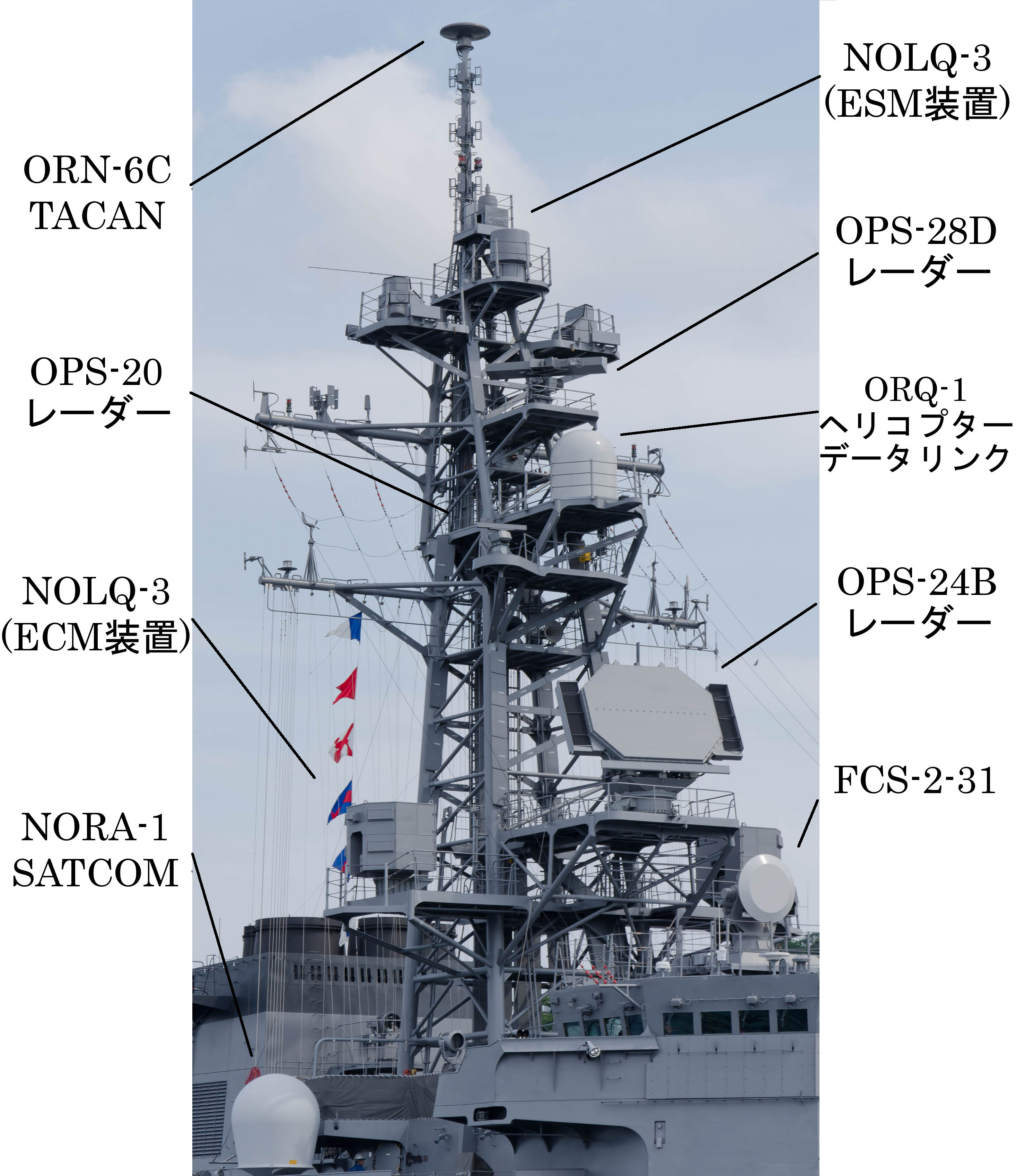
マスト

第1世代DDにおいては、当初はNOLR-6電波探知装置（ESM）とOLR-9ミサイル警報装置（RWR）、OLT-3電波妨害装置（ECM）が搭載されていた。その後、60DDからはRWRの機能を統合した新型のNOLR-8電波探知装置が搭載されるとともに、OLT-3と連接して電子戦システムが構築されるようになっていた。
本型では統合を更に推し進めて、電子攻撃と電子戦支援を兼用できるNOLQ-3電波探知妨害装置が搭載されている。これはNOLR-8の受信系とともに、63DDGで装備化されたNOLQ-2の制御部・送信系を統合したものであった。
デコイ発射機としては、チャフロケットシステム（Mk.137 6連装デコイ発射機）が艦橋構造中段の両舷に2基ずつ設置されている。ここから投射される弾薬としては、従来のチャフロケット弾やIRデコイ弾（フレア）などのほか、平成7年度計画艦以降では投棄型電波妨害機も搭載されている。

### 航空機

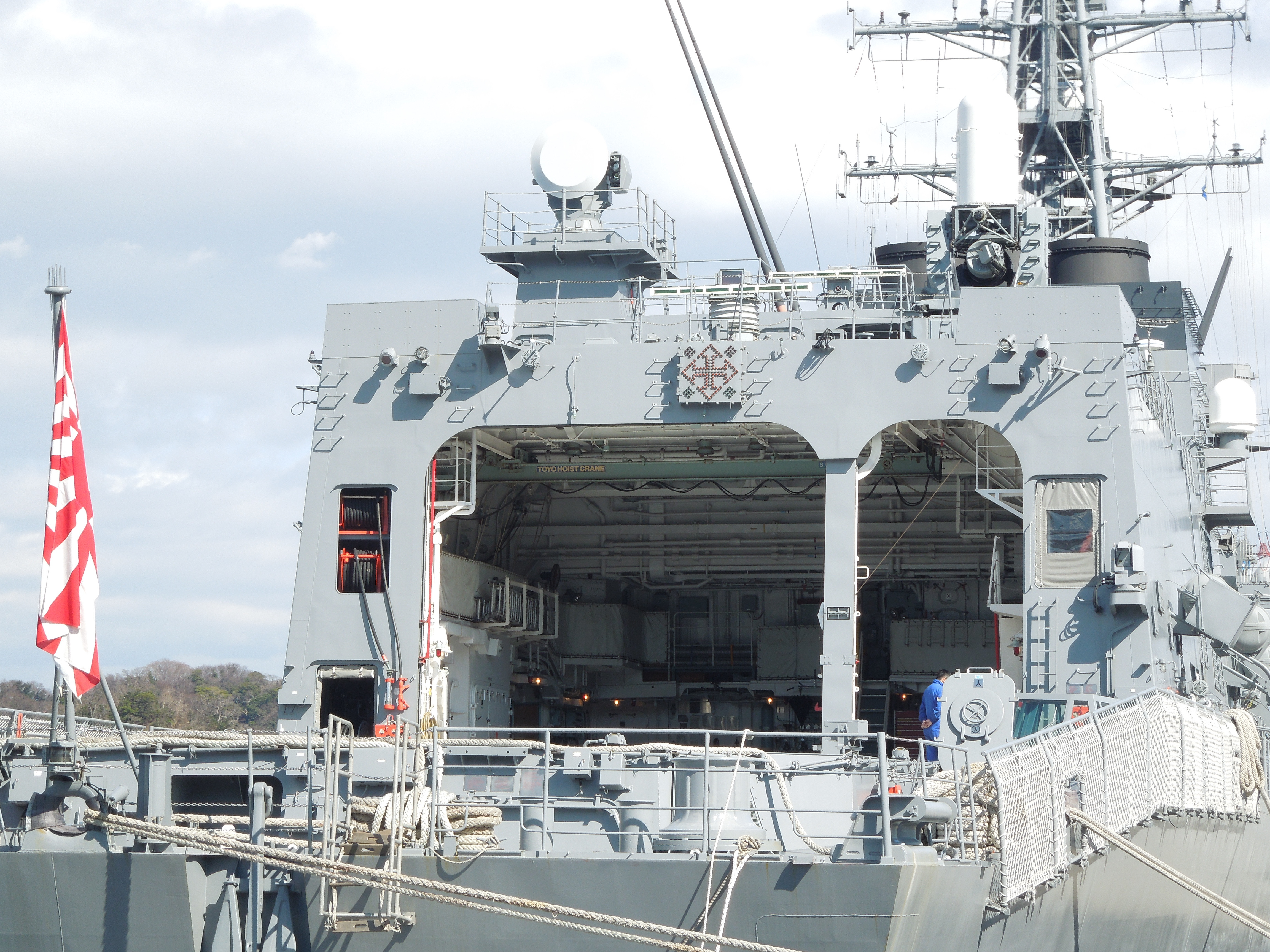
ヘリコプター格納庫

艦載ヘリコプターとしては、当初からSH-60J哨戒ヘリコプターの搭載を想定しており、艦尾甲板の飛行甲板（ヘリコプター甲板）にはRAST（Recovery, Assist, Secure and Traverse）発着艦支援装置が設置されている。またSH-60Kの開発後は同機の搭載にも対応した。
なお海自DDでは、艦載ヘリコプターの定数はいずれも1機となっている。58DDではSH-60クラスのヘリコプター2機を格納可能なように拡張したものの、設計の最終段階で急遽行われた措置であったために、あくまで必要に迫られた場合に応急的に2機を収容できるスペースを確保したという程度で、実際に2機搭載が行われることはなかった。これを踏まえて、本型では当初よりSH-60ヘリコプター2機の収容を前提とした設計が行われることになった。RAST発着艦支援装置の機体移送軌条は1条しかないため、運用には若干の困難が伴うものの、自衛隊インド洋派遣やソマリア沖海賊の対策部隊派遣の際には、実際に2機での運用（1機搭載、1機格納）が実施されている。

## 比較表
|          |            | あさひ型                                           | あきづき型                                         | たかなみ型                                         | むらさめ型                                        | あさぎり型                                        | はつゆき型                                        |
| -------- | ---------- | -------------------------------------------------- | -------------------------------------------------- | -------------------------------------------------- | ------------------------------------------------- | ------------------------------------------------- | ------------------------------------------------- |
| 世代     | 世代       | 第2世代                                            | 第2世代                                            | 第2世代                                            | 第2世代                                           | 第1世代                                           | 第1世代                                           |
| 船体     | 基準排水量 | 5,100 t                                            | 5,050 t                                            | 4,650 t                                            | 4,550 t                                           | 3,500 t                                           | 2,950 t                                           |
| 船体     | 満載排水量 | 6,800 t                                            | 6,800 t                                            | 6,300 t                                            | 6,100 t                                           | 4,900 t                                           | 4,000 t                                           |
| 船体     | 全長       | 151 m                                              | 150.5 m                                            | 151 m                                              | 151 m                                             | 137 m                                             | 130 m                                             |
| 船体     | 全幅       | 18.3 m                                             | 18.3 m                                             | 17.4 m                                             | 17.4 m                                            | 14.6 m                                            | 13.6 m                                            |
| 機関     | 方式       | COGLAG                                             | COGAG                                              | COGAG                                              | COGAG                                             | COGAG                                             | COGOG                                             |
| 機関     | 出力       | 62,500 ps                                          | 64,000 ps                                          | 60,000 ps                                          | 60,000 ps                                         | 54,000 ps                                         | 45,000 ps                                         |
| 機関     | 速力       | 30 kt                                              | 30 kt                                              | 30 kt                                              | 30 kt                                             | 30 kt                                             | 30 kt                                             |
| 兵装     | 砲熕       | 62口径5インチ砲×1基                                | 62口径5インチ砲×1基                                | 54口径127mm砲×1基                                  | 62口径76mm砲×1基                                  | 62口径76mm砲×1基                                  | 62口径76mm砲×1基                                  |
| 兵装     | 砲熕       | 高性能20mm機関砲×2基                               |                                                    |                                                    |                                                   |                                                   |                                                   |
| 兵装     | ミサイル   | Mk.41 VLS×32セル (ESSM / シースパロー, 07式 / VLA) | Mk.41 VLS×32セル (ESSM / シースパロー, 07式 / VLA) | Mk.41 VLS×32セル (ESSM / シースパロー, 07式 / VLA) | Mk.48 VLS×16セル (ESSM)                           | GMLS-3 / Mk.29 8連装発射機×1基 (シースパロー)     | GMLS-3 / Mk.29 8連装発射機×1基 (シースパロー)     |
| 兵装     | ミサイル   | Mk.41 VLS×32セル (ESSM / シースパロー, 07式 / VLA) | Mk.41 VLS×32セル (ESSM / シースパロー, 07式 / VLA) | Mk.41 VLS×32セル (ESSM / シースパロー, 07式 / VLA) | Mk.41 VLS×16セル (VLA)                            | 74式8連装発射機×1基 (アスロック)                  | 74式8連装発射機×1基 (アスロック)                  |
| 兵装     | ミサイル   | 90式4連装発射筒×2基                                | 90式4連装発射筒×2基                                | 90式4連装発射筒×2基                                | 90式4連装発射筒×2基                               | ハープーン4連装発射筒×2基                         | ハープーン4連装発射筒×2基                         |
| 兵装     | 水雷       | 3連装短魚雷発射管×2基 (12式 / 97式 / Mk46 / 73式)  | 3連装短魚雷発射管×2基 (12式 / 97式 / Mk46 / 73式)  | 3連装短魚雷発射管×2基 (12式 / 97式 / Mk46 / 73式)  | 3連装短魚雷発射管×2基 (12式 / 97式 / Mk46 / 73式) | 3連装短魚雷発射管×2基 (12式 / 97式 / Mk46 / 73式) | 3連装短魚雷発射管×2基 (12式 / 97式 / Mk46 / 73式) |
| 艦載機   | 艦載機     | SH-60K×1機                                         | SH-60J / K×1機                                     | SH-60J / K×1機                                     | SH-60J / K×1機                                    | SH-60J / K / HSS-2B×1機                           | SH-60J / HSS-2B×1機                               |
| 同型艦数 | 同型艦数   | 2隻                                                | 4隻                                                | 5隻                                                | 9隻                                               | 8隻                                               | 12隻（退役）                                      |

## 同型艦
| 艦番号 | 艦名     | 建造                           | 起工                         | 進水                         | 竣工                        | 所属                                |
| ------ | -------- | ------------------------------ | ---------------------------- | ---------------------------- | --------------------------- | ----------------------------------- |
| DD-101 | むらさめ | 石川島播磨重工業 東京第1工場   | 1993年 （平成5年） 8月18日   | 1994年 （平成6年） 8月23日   | 1996年 （平成8年） 3月12日  | 第1護衛隊群第1護衛隊 （横須賀基地） |
| DD-102 | はるさめ | 三井造船 玉野事業所            | 1994年 （平成6年） 8月11日   | 1995年 （平成7年） 10月16日  | 1997年 （平成9年） 3月24日  | 第2護衛隊群第2護衛隊 （佐世保基地） |
| DD-103 | ゆうだち | 住友重機械 追浜造船所 浦賀工場 | 1996年 （平成8年） 3月18日   | 1997年 （平成9年） 8月19日   | 1999年 （平成11年） 3月4日  | 第3護衛隊群第7護衛隊 （大湊基地）   |
| DD-104 | きりさめ | 三菱重工業 長崎造船所          | 1996年 （平成8年） 4月3日    | 1997年 （平成9年） 8月21日   | 1999年 （平成11年） 3月18日 | 第4護衛隊群第8護衛隊 （佐世保基地） |
| DD-105 | いなづま | 三菱重工業 長崎造船所          | 1997年 （平成9年） 5月8日    | 1998年 （平成10年） 9月9日   | 2000年 （平成12年） 3月15日 | 第4護衛隊群第4護衛隊 （呉基地）     |
| DD-106 | さみだれ | 石川島播磨重工業 東京第1工場   | 1997年 （平成9年） 9月11日   | 1998年 （平成10年） 9月24日  | 2000年 （平成12年） 3月21日 | 第4護衛隊群第4護衛隊 （呉基地）     |
| DD-107 | いかづち | 日立造船 舞鶴工場              | 1998年 （平成10年） 2月25日  | 1999年 （平成11年） 6月24日  | 2001年 （平成13年） 3月14日 | 第1護衛隊群第1護衛隊 （横須賀基地） |
| DD-108 | あけぼの | 石川島播磨重工業 東京第1工場   | 1999年 （平成11年） 10月29日 | 2000年 （平成12年） 9月25日  | 2002年 （平成14年） 3月19日 | 第1護衛隊群第5護衛隊 （佐世保基地） |
| DD-109 | ありあけ | 三菱重工業 長崎造船所          | 1999年 （平成11年） 5月18日  | 2000年 （平成12年） 10月16日 | 2002年 （平成14年） 3月6日  | 第1護衛隊群第5護衛隊 （佐世保基地） |

## 登場作品

### 映画・テレビドラマ
『永遠の0』
「むらさめ」のヘリコプター格納庫や艦首・艦内などが、空母「瑞鶴」のものとして撮影に使用されている。
『奇跡体験!アンビリバボー』
番組内再現ドラマ「海の武士道」の撮影に「いかづち」が使用されている。
『ゴジラ×メカゴジラ』
「はるさめ」が登場。冒頭にて、千葉県館山市の港に停泊している。
『空へ-救いの翼 RESCUE WINGS-』
「はるさめ」が登場。クライマックスにて、主人公が乗る航空自衛隊のUH-60J救難ヘリコプターが燃料不足に陥ったことで、給油を行うため緊急着艦する。
『シン・ウルトラマン』
「いかづち」が登場。にせウルトラマンの襲撃を受ける横須賀基地に停泊している。
『バトルシップ』
「あけぼの」が登場。冒頭にて、あたご型護衛艦「あたご」とともに、リムパック演習に参加するためパールハーバーに停泊しており、その後、リムパック演習に参加している様子が映されている。
『亡国のイージス』
「いかづち」、「はるさめ」が登場。
「いかづち」は、架空の護衛艦「うらかぜ」役で登場しており、反乱を起こした架空のイージス護衛艦「いそかぜ」と交戦し、「いそかぜ」から発射された2発のハープーンをシースパローと62口径76ミリ速射砲で迎撃するが、防ぎきれなかった1発が命中し、撃沈されてしまう。
「はるさめ」は、架空の護衛艦「はるかぜ」役で登場しており、現場に復帰した主人公の仙石先任伍長の新たな配属先となる。
『夢で逢いましょう』
「はるさめ」が登場。

### アニメ・漫画
『WXIII 機動警察パトレイバー』
海上自衛隊の水中レイバー「りゅうじん」の運用護衛艦「DDL-181 つるぎ」の直衛（先導）艦として登場。また、船体にナックルラインの描写が見られる。
『空母いぶき GREAT GAME』
「むらさめ」が登場。航空機搭載型護衛艦「いぶき」を旗艦とする第5護衛隊群に配属される。
『ジパング』
アニメ版第1話に艦名不詳の同型艦が3隻登場。架空のイージス護衛艦「DDH-181 あすか」とともに、アメリカ海軍との合同演習に参加している。
『タクティカルロア』
直接の登場ではないが、「はるさめ」が取材協力艦となったことから、同作品の主役艦である「パスカルメイジ」の艦番号は、スタッフの「はるさめ」への感謝として「102」とされた。

### 小説
『MM9』
第1巻に架空艦「ひさめ」「しぐれ」が登場。直島諸島の荒神島に眠っていた怪獣「クトウリュウ」に対応すべく出動するも、目覚めたクトウリュウに電子機器を無力化させられた上で攻撃され、2隻とも大破する。
『日本北朝鮮戦争 竹島沖大空海戦』
調査船「うずしお」の護衛艦隊構成艦として「ゆうだち」と「きりさめ」が登場。
「ゆうだち」は「うずしお」に乗り込んだ敵に対して機銃掃射を行い、「きりさめ」は敵潜水艦発見を知らせるため警笛を鳴らす。
『日本国召喚』
第3巻に「はるさめ」「さみだれ」「いなづま」が登場。エストシラント沖大海戦に参加し、第2・第4護衛隊群の僚艦とともに敵戦列艦を主砲で攻撃する。
『防衛庁特殊偵察救難隊』
第2巻と第4巻に「きりさめ」が登場。
第2巻では、難民の乗った船団に紛れて日本の領海に侵入しようとする東社会人民共和国海軍の高速戦闘艇群と戦闘を行い、数艇を撃沈するも、魚雷と機関砲による攻撃を受け損傷してしまう。
第4巻では、第2巻での戦闘で受けた損傷を修理するためにドック入りし、その際にイージスシステムを搭載する改修が行われる。復帰後、東人共和国が西日本へ侵攻してきたことで編成された、西日本統合任務艦隊に所属する第81任務艦隊の旗艦となり、艦隊を率いて再び東人共和国海軍と戦闘を繰り広げる。

### ゲーム
『戦闘国家シリーズ』
日本の基本装備として組み込まれる。

### その他
『JMSDF FLEET POWERS』
第1巻に「むらさめ」と「はるさめ」が登場。海上自衛隊の全面協力で実物の取材が行われており、対空戦闘訓練における実弾を使用した主砲の射撃、艦載ヘリの着艦・発艦訓練、洋上給油、CICをはじめとする艦内の様子などが映されている。